# Are You There, Chelsea?
Are You There, Chelsea? est une série télévisée américaine en douze épisodes de 22 minutes créée par Dottie Zicklin et Julie Ann Larson et diffusée entre le 11 janvier et le 28 mars 2012 sur le réseau NBC et au Canada sur le réseau Global. Elle est inspirée du livre best seller Are You There, Vodka? It's Me, Chelsea, paru en 2008 par Chelsea Handler inspirée sur sa vie, qui détient aussi un rôle mineur dans la série.
Cette série est inédite dans les pays francophones.

## Synopsis
Chelsea Newman est une barmaid dans la vingtaine qui n'a pas pour habitude de mâcher ses mots. Elle décide un jour qu'il est temps de changer sa vie, et commence par déménager dans un appartement plus proche de son lieu de travail, où elle vit en colocation avec sa meilleure amie Olivia. Pendant ce temps la sœur de Chelsea, Sloane, attend un enfant et ne sait pas si Chelsea sera là pour elle.

## Distribution

### Acteurs principaux
- Laura Prepon : Chelsea Newman
- Jake McDorman : Rick Miller
- Lauren Lapkus : Dee Dee
- Ali Wong : Olivia
- Mark Povinelli : Todd
- Lenny Clarke (en) : Melvin Newman (9 épisodes)

### Acteurs récurrents et invités
- Chelsea Handler : Sloane Bradley (7 épisodes)
- Natasha Leggero (en) : Nikki Natoli (6 épisodes)
- Michael Cassidy : Jonathan (épisode 1)
- Dot-Marie Jones : Patty (épisode 1)
- Herschel Savage : Guard (épisode 1)
- Karan Soni : Stan (épisode 2)
- Ryan Gaul (en) : Matt Gunn (épisode 2)
- Austin Butler : Luke (épisode 3)
- P. J. Byrne : Elliot (épisodes 4 et 8)
- Estelle Harris : Tess (épisodes 4 et 8)
- Nate Torrence : Captain Steve (épisode 5)
- Josh Meyers : Dr Carl Rosen (épisode 5)
- Tom Parker : Dr Ben Thomas (épisode 5)
- Nat Faxon : Tim Kornick (épisode 6)
- Mario Lopez : lui-même (épisode 7)
- Jai Rodriguez (en) Sandy / Chuck (épisode 7)
- Pandora Boxx (en) : Tiffany (épisode 7)
- Wilmer Valderrama : Tommy (épisode 8)
- Ryan Stiles : Jerry (épisode 9)
- Gilles Marini : Robert (épisode 10)
- Andy Daly : Marty Mills (épisode 11)
- Malachi Smith (en) : Warren (épisode 11)
- Rene Gube (en) : Judge (épisode 11)
- Mark Valley : Chris (épisode 12)
- Kerri Kenney-Silver : Olga (épisode 12)

## Production
Le projet, sous le titre du livre Are You There Vodka? It's Me, Chelsea, a débuté en novembre 2010, et NBC a commandé un pilote fin janvier 2011, qui sera réalisé par Gail Mancuso.
Le titre du roman, et indirectement de la série, est une référence au roman de Judy Blume Dieu, tu es là ? C'est moi, Margaret (Are You There God? It's Me Margaret).
Le casting principal débute le mois suivant, dans cet ordre : Laura Prepon, Angel Laketa Moore (Shoniqua), Lauren Lapkus et Natalie Morales (Ivory), Jo Koy (en) (Mark), Mark Povinelli et Lenny Clarke (en).
Satisfaite du pilote, NBC commande la série le 13 mai 2011 et annonce deux jours plus tard lors des Upfronts qu'elle sera diffusée à la mi-saison.
Début juillet, Natalie Morales, Angel Laketa Moore et Jo Koy sont retirés de la série afin d'y apporter des changements majeurs. En août, Jake McDorman, invité dans le pilote, reprend le rôle joué par Jo Koy, puis Michael Cassidy reprend le rôle joué par Jake McDorman dans le pilote original. Ali Wong décroche un rôle principal.
Parmi les invités annoncés par la production : Gilles Marini et Wilmer Valderrama.
Le 11 mai 2012, la série a été officiellement annulée.
Laura Prepon et Lauren Lapkus partageront quelques scènes l'année suivante dans la série Orange Is the New Black.

## Épisodes
1. Pilot
2. Sloane's Ex
3. Believe
4. Strays
5. The Gynecologist
6. How to Succeed in Business Without Really Crying
7. DeeDee's Pillow
8. Those Damn Yankees
9. Fired
10. The Foodie
11. Boots
12. Surprise